# Хофсоус
Хофсоус (исл. Hofsós; исландское произношение: [ˈhɔfsˌouːs]) — небольшая деревня на севере Исландии в регионе Нордюрланд-Вестра. Расположена на восточной стороне Скага-фьорда, по обеим сторонам устья Хофсау.

## Этимология названия
Своё название деревня Хофсоус получила из-за того, что расположена в месте впадения реки Хофсау (исл. Hofsá) в море. Первая часть названия происходит от названия реки, а вторая от слова ós, которое означает место на берегу, где река впадает в море.

## Характеристика
Хофсоус расположен по обеим сторонам устья Хофсау на побережье Хёвдастрёнд (исл. Höfðaströnd) между горными массивами Баднадальсфьядль (исл. Barnadalsfjall) и Оусландсхлидарфьёдль (исл. Óslandshlíðarfjöll) на восточном берегу Скага-фьорда.
Хофсоус один из старейших торговых портов на севере Исландии, построенный ещё в 16 веке. Здесь был хорошая естественная гавань для кораблей, лучшая, чем где-либо еще на Скага-фьорде. В эпоху датской торговой монополии Хофсоус был довольно оживленным торговым постом, но после того как в 1858 году торговля была официально разрешена в Сёйдауркроукюре на другой стороне Скага-фьорда, Хофсоус потерял свое значение. В дальнейшем, несмотря на продолжавшуюся торговую деятельность, это поселение так и не превратилось в полноценный город.
Долгое время основной отраслью промышленности в Хофсоусе были рыболовство и переработка морепродуктов, а также обслуживание окружающей сельской местности, но в последние годы всё более важное место занимают туристические услуги.

## Население
На 1 января 2022 года численность населения составляет 172 человека. Плотность населения составляет 135,4 чел. на км².
Источник: Mannfjöldi eftir kyni, aldri og sveitarfélögum 1998-2022 (исл.). hagstofa.is. Reykjavík: Hagstofa Íslands [Статистическая служба Исландии]. Дата обращения: 20 августа 2022.

## Галерея

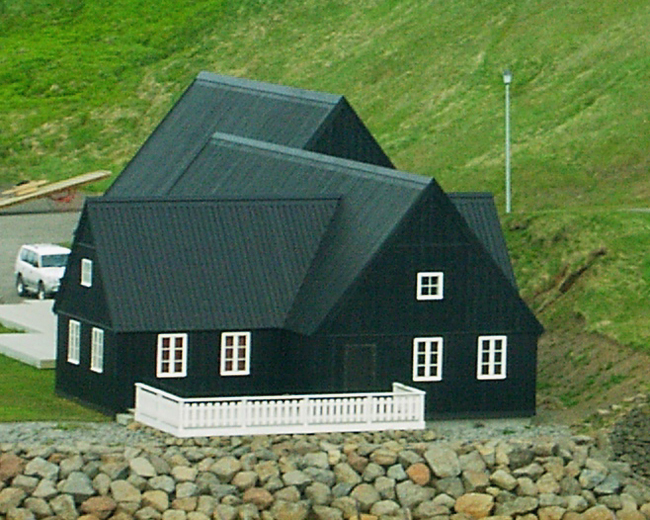
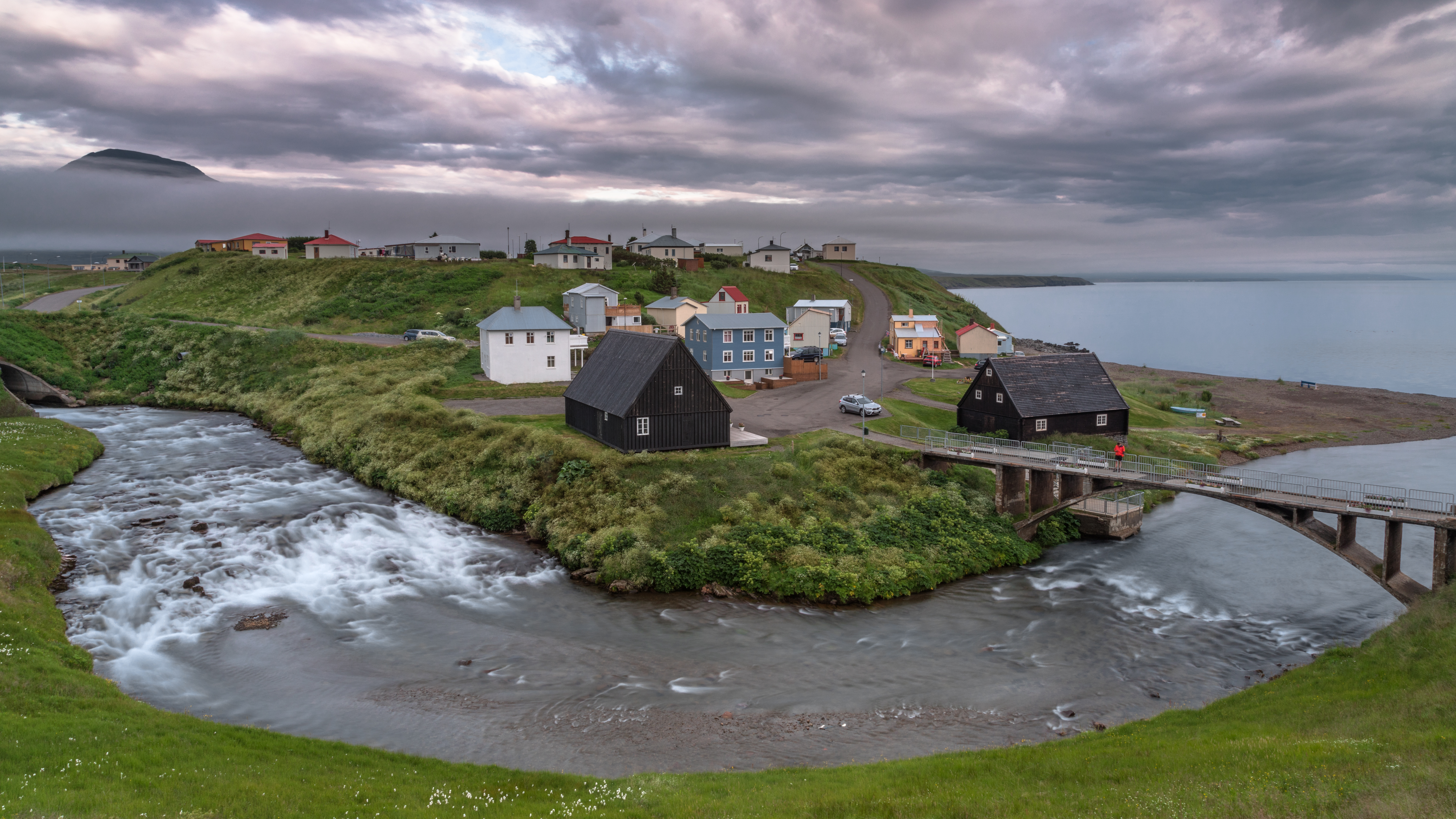
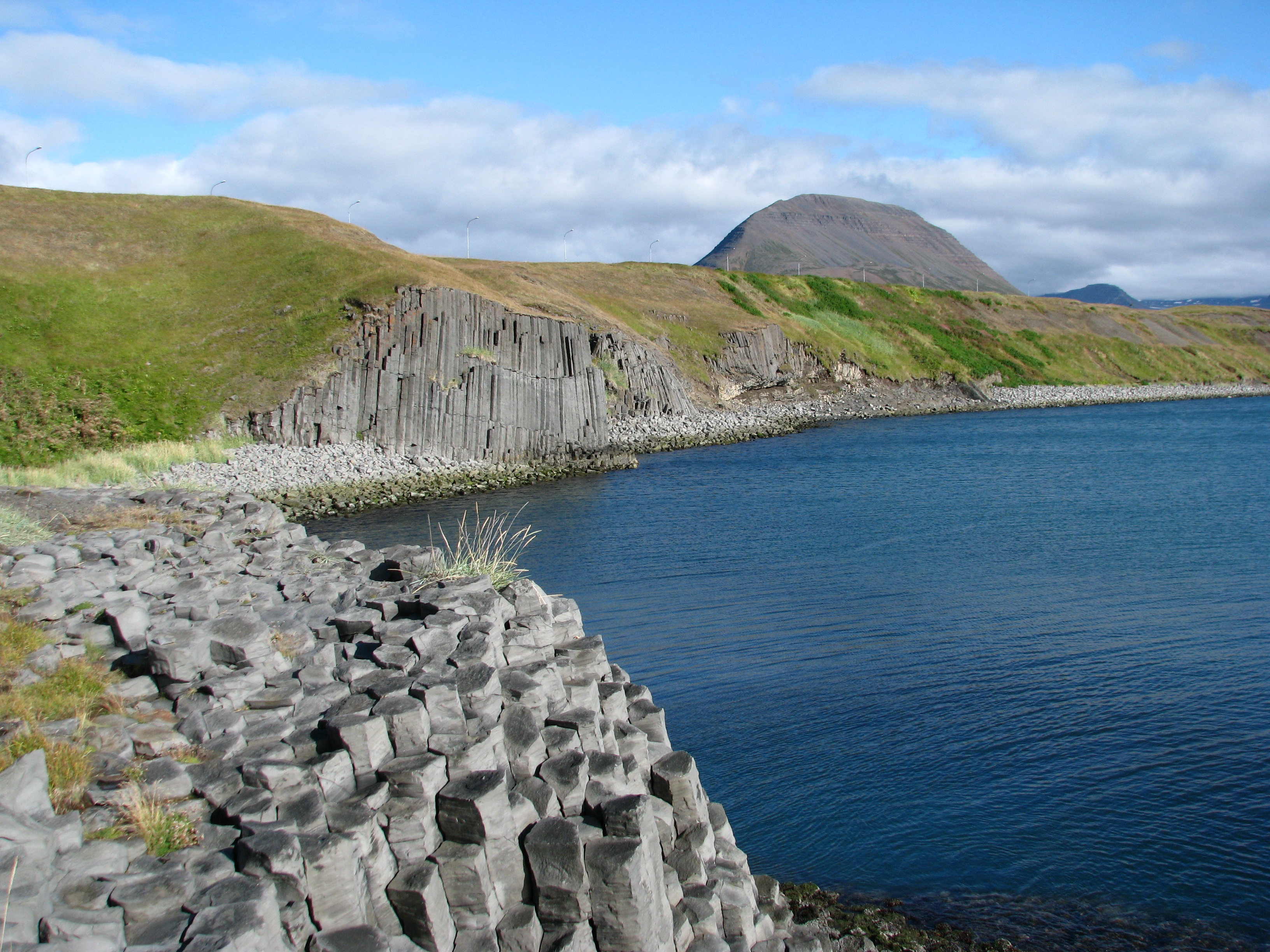
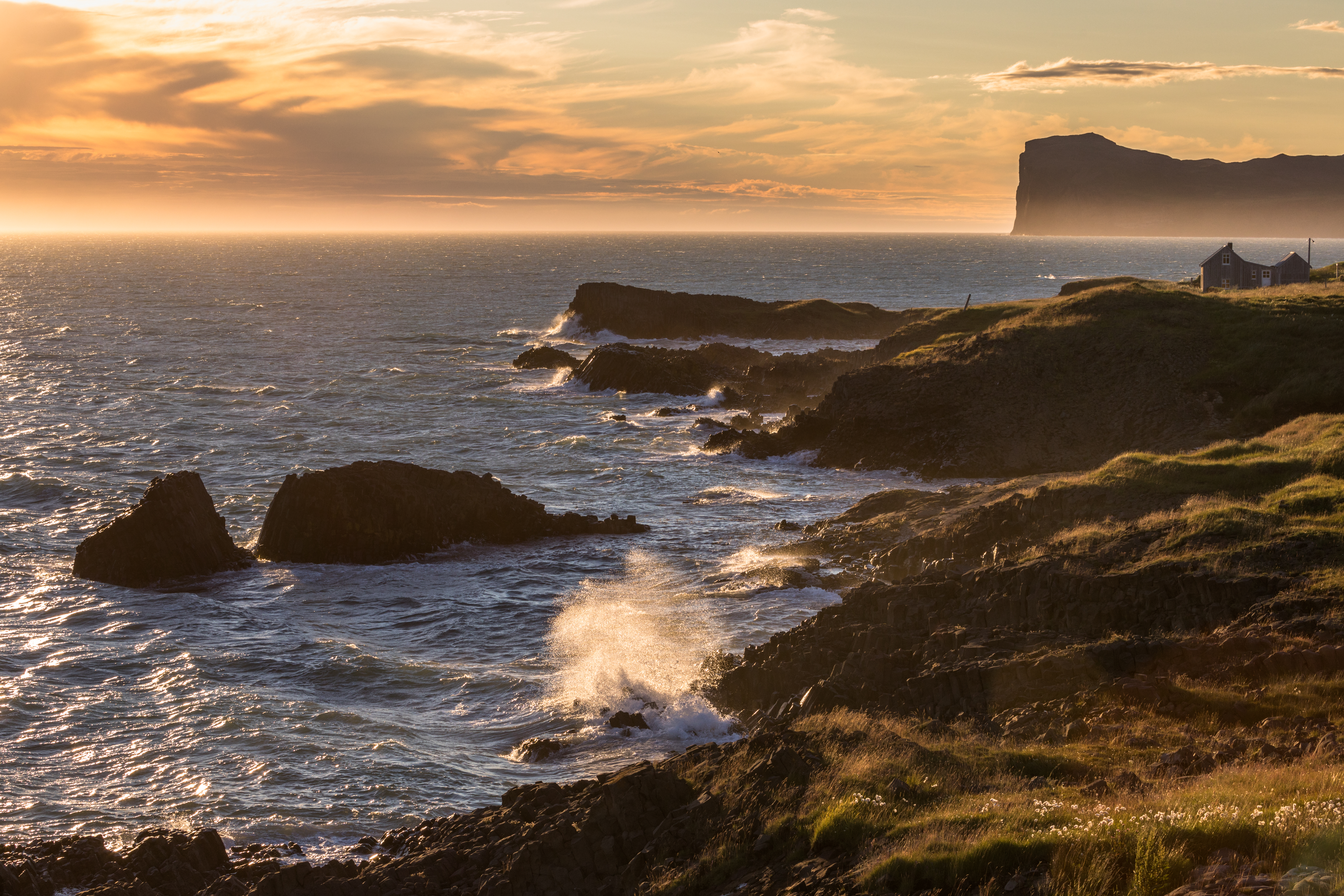
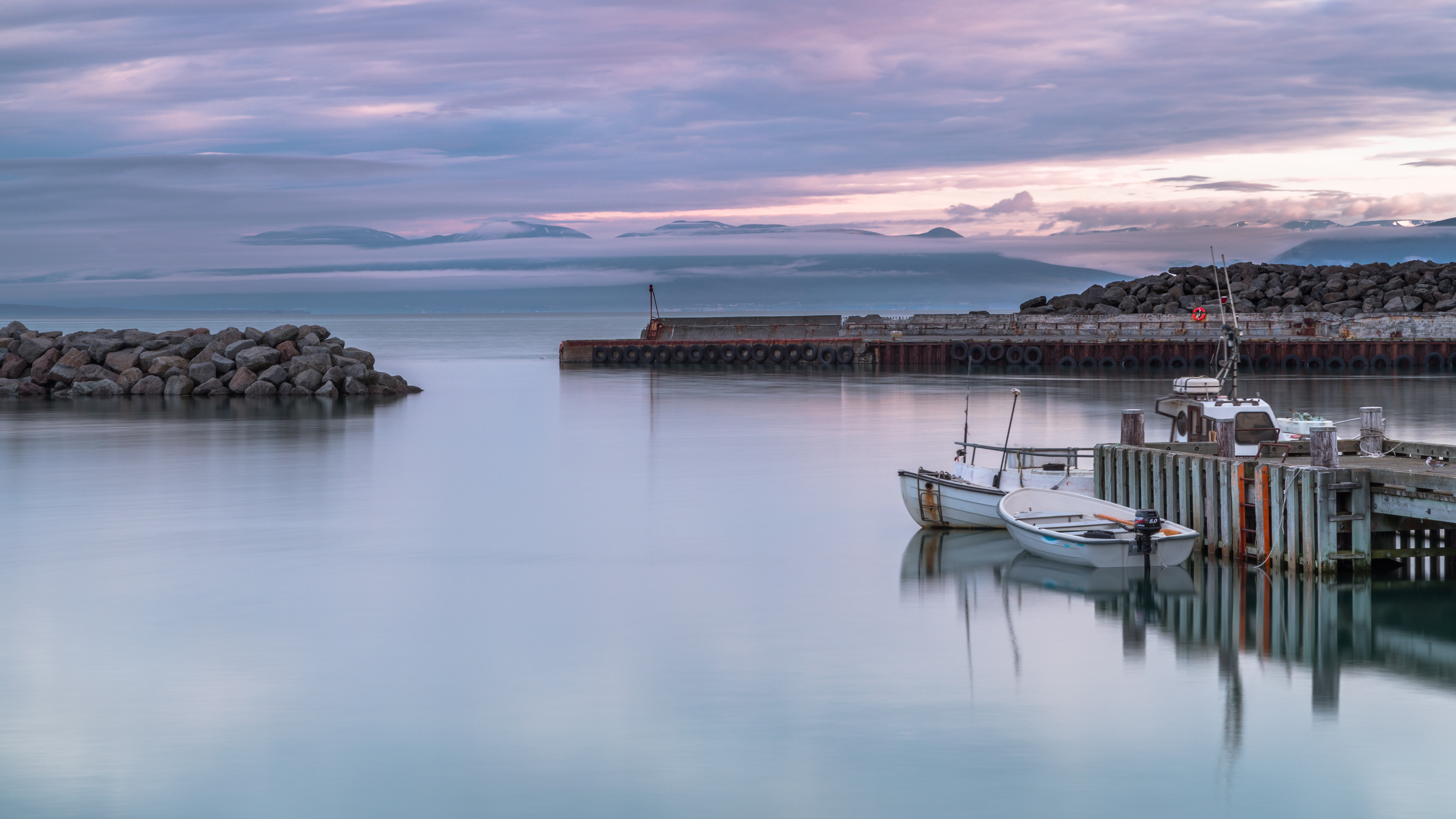